# Diócesis de Saint-Denis
La diócesis de Saint-Denis (en latín: Dioecesis Sancti Dionysii in Francia y en francés: Diocèse de Saint-Denis) es una circunscripción eclesiástica de la Iglesia católica en Francia. Se trata de una diócesis latina, sufragánea de la arquidiócesis de París. Fue creada el 9 de octubre de 1966 por decreto del papa Pablo VI y su V obispo desde el 15 de noviembre de 2024 es Étienne Patrick Christian Marie Guillet.

## Territorio y organización
La diócesis tiene 236 km² y extiende su jurisdicción sobre los fieles católicos de rito latino residentes en el departamento de Sena-Saint Denis, en la región de Isla de Francia.
La sede de la diócesis se encuentra en la ciudad de Saint-Denis, en donde se halla la Catedral basílica de Saint-Denis.
En 2022 en la diócesis existían 85 parroquias agrupadas en 4 zonas apostólicas y 18 sectores pastorales. El número de iglesias y capillas diocesanas es 117; muchas de estas, construidas después de la ley de separación de 1905, son propiedad de la diócesis.

## Historia
La diócesis fue erigida el 9 de octubre de 1966 con la bula Qui volente Deo del papa Pablo VI, obteniendo el territorio de la arquidiócesis de París y de la diócesis de Versalles.

## Estadísticas
Según el Anuario Pontificio 2023 la diócesis tenía a fines de 2022 un total de 717 000 fieles bautizados.
| Año                                                                             | Población            | Población | Población      | Sacerdotes | Sacerdotes    | Sacerdotes    | Bautizados por sacerdote | Diáconos permanentes | Religiosos | Religiosos | Parroquias |
| Año                                                                             | Bautizados católicos | Total     | % de católicos | Total      | Clero secular | Clero regular | Bautizados por sacerdote | Diáconos permanentes | Varones    | Mujeres    | Parroquias |
| ------------------------------------------------------------------------------- | -------------------- | --------- | -------------- | ---------- | ------------- | ------------- | ------------------------ | -------------------- | ---------- | ---------- | ---------- |
| 1969                                                                            | ?                    | 1 249 000 | ?              | 281        | 245           | 36            | ?                        |                      | 54         | 569        | 83         |
| 1980                                                                            | 1 128 000            | 1 322 000 | 85.3           | 237        | 171           | 66            | 4759                     |                      | 101        | 470        | 82         |
| 1990                                                                            | 1 190 000            | 1 385 000 | 85.9           | 203        | 143           | 60            | 5862                     |                      | 69         | 313        | 82         |
| 1999                                                                            | 1 293 000            | 1 503 000 | 86.0           | 161        | 118           | 43            | 8031                     | 16                   | 65         | 224        | 85         |
| 2000                                                                            | 1 189 000            | 1 382 100 | 86.0           | 151        | 109           | 42            | 7874                     | 14                   | 61         | 219        | 85         |
| 2001                                                                            | 1 189 000            | 1 382 400 | 86.0           | 155        | 109           | 46            | 7670                     | 18                   | 66         | 219        | 85         |
| 2002                                                                            | 600 000              | 1 382 100 | 43.4           | 157        | 105           | 52            | 3821                     | 16                   | 76         | 210        | 85         |
| 2003                                                                            | 600 000              | 1 382 100 | 43.4           | 159        | 107           | 52            | 3773                     | 16                   | 68         | 199        | 85         |
| 2004                                                                            | 600 000              | 1 382 100 | 43.4           | 168        | 108           | 60            | 3571                     | 24                   | 80         | 202        | 85         |
| 2010                                                                            | 660 000              | 1 513 000 | 43.6           | 138        | 101           | 37            | 4782                     | 26                   | 54         | 206        | 85         |
| 2014                                                                            | 673 400              | 1 542 761 | 43.6           | 140        | 96            | 44            | 4810                     | 31                   | 63         | 202        | 85         |
| 2017                                                                            | 672 400              | 1 549 817 | 43.4           | 157        | 101           | 56            | 4282                     | 26                   | 64         | 174        | 85         |
| 2020                                                                            | 718 300              | 1 657 000 | 43.3           | 143        | 89            | 54            | 5023                     | 25                   | 62         | 171        | 85         |
| 2022                                                                            | 717 000              | 1 654 000 | 43.3           | 111        | 79            | 32            | 6459                     | 23                   | 40         | 169        | 85         |
| Fuente: Catholic-Hierarchy, que a su vez toma los datos del Anuario Pontificio. |                      |           |                |            |               |               |                          |                      |            |            |            |

## Episcopologio
- Jacques Le Cordier † (9 de octubre de 1966-1 de abril de 1978 retirado)
- Guy Gérard Deroubaix † (1 de abril de 1978 por sucesión-8 de enero de 1996 falleció)
- Olivier de Berranger, Ist. del Prado † (6 de septiembre de 1996-15 de enero de 2009 renunció)
- Pascal Delannoy (10 de marzo de 2009-28 de febrero de 2024 nombrado arzobispo de Estrasburgo)
- Étienne Patrick Christian Marie Guillet (15 de noviembre de 2024 - en el cargo)